# Ptochophyle vadoni
Ptochophyle vadoni är en fjärilsart som beskrevs av Pierre E.L. Viette 1972. Ptochophyle vadoni ingår i släktet Ptochophyle och familjen mätare. Inga underarter finns listade.